# Naftna Industrija Srbije
Naftna Industrija Srbije (NIS), (en serbio: Нафтна индустрија Србије, НИС; significado: Industria del Petróleo de Serbia), es una compañía energética de Serbia. El negocio principal de la compañía es la exploración, producción, importación, proceso, transporte y comercialización del petróleo, gas natural y sus derivados en Serbia. Mantuvo un monopolio en todas las importaciones de petróleo hasta 2011 excepto en los fueles diésel de alta calidad. NIS tiene su sede en Novi Sad, en el edificio NIS.

## Historia
La compañía predecesora de NIS fue la Preduzeće za istraživanje i proizvodnju nafte (Compañía para la exploración y producción de petróleo), fundada en 1949. En 1953 fue renombrada Naftagas. Naftagas fue después transformada en una empresa que incorporaba refinerías en Pančevo y Novi Sad, así como la Pančevo Azotara (una planta de fertilizantes). A finales de 1973 Naftagas integró las empresas de negocio minorista Jugopetrol – Belgrade y Jugopetrol – Novi Sad.
NIS, en su forma presenta, fue establecida en 1991 como una empresa pública que integraba las siguientes compañías: Naftagas, Gas, Energogas, Refinería de Pančevo, Refinería de Belgrado y la Fábrica de Lubricantes de Kruševac (FAM). Esta compañía dio crecimiento a otras tres empresas: NIS, Srbijagas, y Transnafta. En octubre de 2005, NIS fue transformada en Sociedad Anónima.
La privatización de NIS se inició en 2007. Varias compañías, incluyendo Gazprom Neft, MOL, OMV, Hellenic Petroleum, Rompetrol y Lukoil expresaron su interés por adquirir la compañía.  Sin embargo, el 25 de enero de 2008 Serbia y Rusia firmaron un acuerdo de daba el 51% de las acciones de NIS a Gazprom Neft por €400 millones y €550 millones en inversiones hasta 2012.  Fueron firmados otros contratos adjuntos con Gazprom sobre la inclusión de Serbia en el proyecto de gasoducto South Stream y la construcción de unas instalaciones de reserva de gas en Banatski Dvor. El 24 de diciembre se firmó el contrato final entre el gobierno de Serbia y Gazprom.
En enero de 2010 cerca del 20% de las acciones restantes de NIS fueron distribuidas por el gobierno serbio entre ciudadanos de Serbia. En junio de 2010 NIS se convirtió en una empresa de cotización pública y cotiza en la bolsa de Belgrado desde el 30 de agosto de 2010.
En 2011 Gazprom Neft adquirió un 5,15% adicional de NIS elevando su participación original del 51% al 56%.

## Operaciones

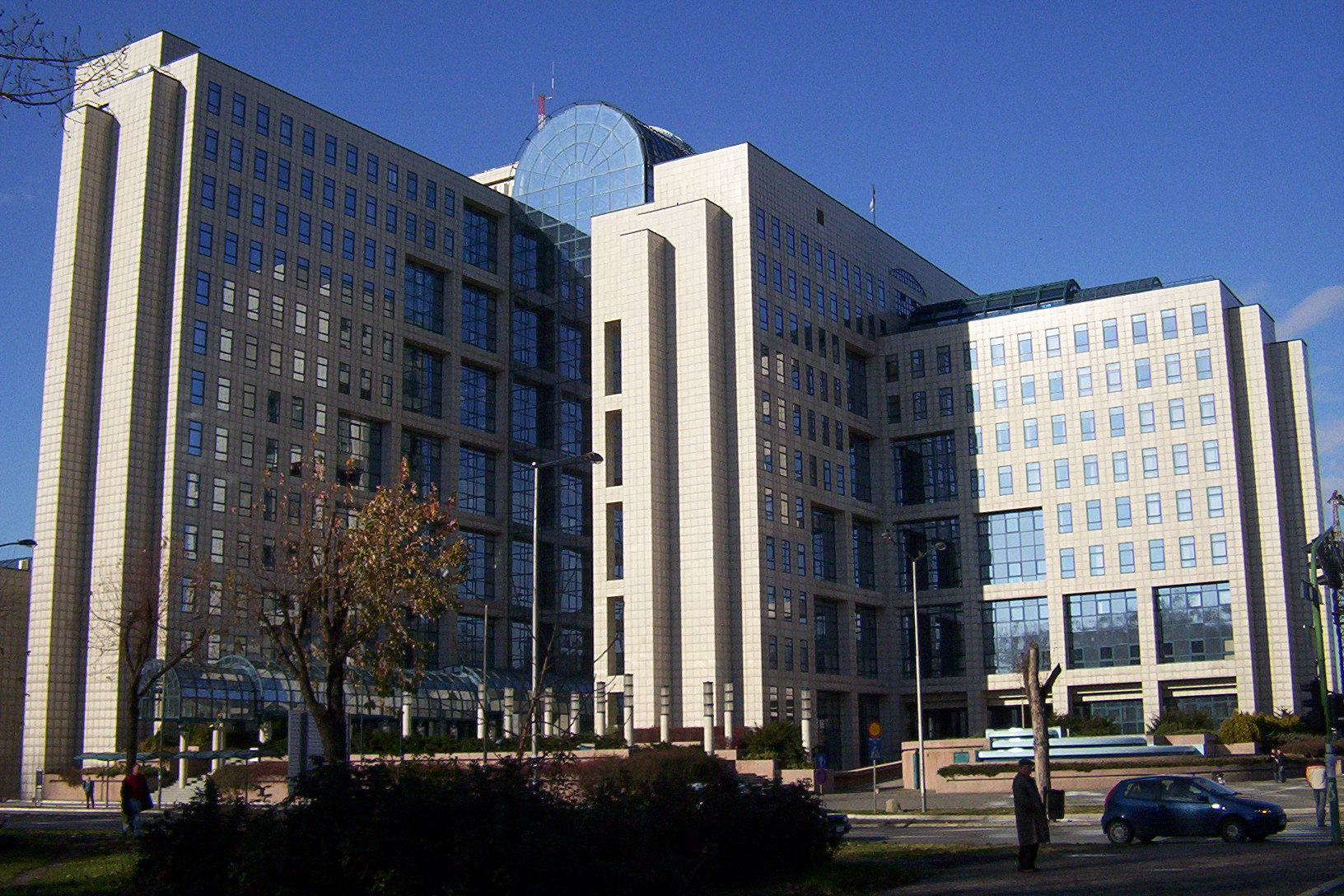
Sede de NIS en Novi Sad, Serbia

### Exploración y producción
NIS es la única compañía en Serbia que se ocupa de la exploración y producción de petróleo crudo y gas, así como la producción de energía geotérmica. La mayoría de los campos petrolíferos de NIS se encuentran localizados en Serbia, en la provincia de Voivodina, pero el negocio de exploración y producción también se realiza en el extranjero. En 2011 NIS empezó a expandir su negocio por la región de los Balcanes: en Bosnia y Herzegovina, Rumania y Hungría.

### Refino
La compañía posee y opera refinerías de petróleo en Pančevo (capacidad anual de 4,8 millones de toneladas de petróleo crudo) y Novi Sad (capacidad anual de 2.6 millones de toneladas), y una refinería de gas natural en Elemir. El complejo de refino de NIS produce un amplio rango de productos del petróleo - desde gasolina y gasóleo para motores
hasta aceites lubricantes y materia prima para la industria petroquímica, petróleos pesado, betún para uso industrial y en carreteras, etc.

### Ventas y distribución

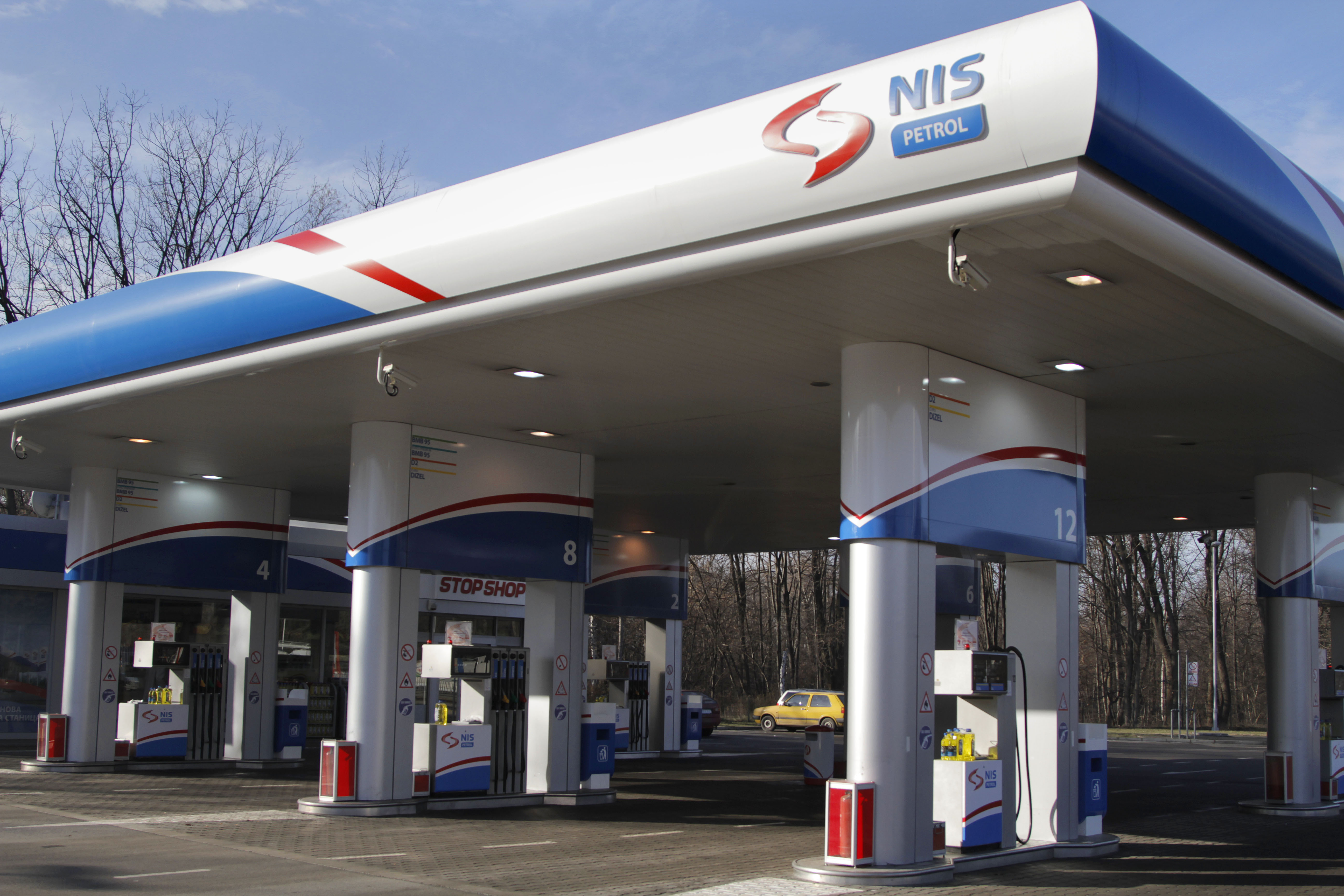
Estación de servicio de NIS Petrol en Belgrado.

NIS posee la mayor red de gasolineras en Serbia -417 gasolineras, 10 terminales de carga, 18 puntos de venta de GLP, 44 almacenes, e instalaciones para el bombeo de fuel en el Aeropuerto Nikola Tesla de Belgrado así como una red de depósitos al por menor en toda Serbia.
Los mercados más interesantes para el desarrollo regional de la red de venta minorista son Bosnia y Herzegovina, Rumania, y Bulgaria. En 2011 NIS adquirió las primeras estaciones de servicio en Bosnia y Herzegovina y Bulgaria.
En 2007 NIS  obtuvo un beneficio aproximado de 9.000 millones de RSD (US$170 millones) y 262.000 millones RSD (US$5.000 millones) de ingresos. En 2007 NIS contribuyó al presupuesto serbio con aproximadamente US$1.200 millones. Tiene 11.000 empleados. El beneficio neto de NIS por el periodo de los nueve primeros meses de 2011 fue de 27.100 millones RSD (US$370 millones).